# Rozňák
Rozňák (německy Rozniak) je malá vesnice, část obce Knyk v okrese Havlíčkův Brod. Nachází se asi 1,5 km na západ od Knyku. Prochází zde silnice I/38. V roce 2009 zde bylo evidováno 43 adres. V roce 2001 zde trvale žilo 83 obyvatel.
Rozňák leží v katastrálním území Knyk o výměře 5,07 km2.

## Galerie

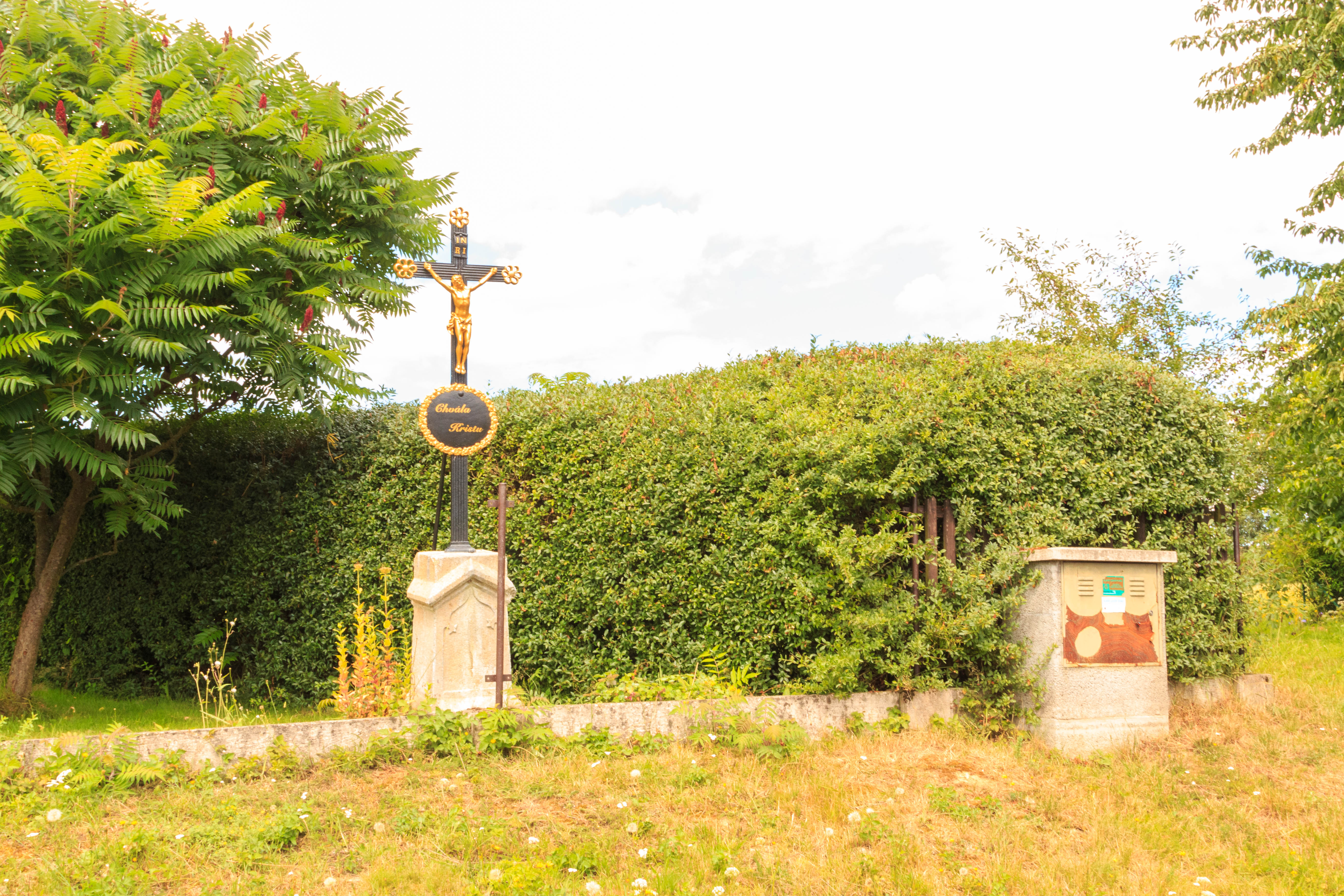
Rozňák - křížek
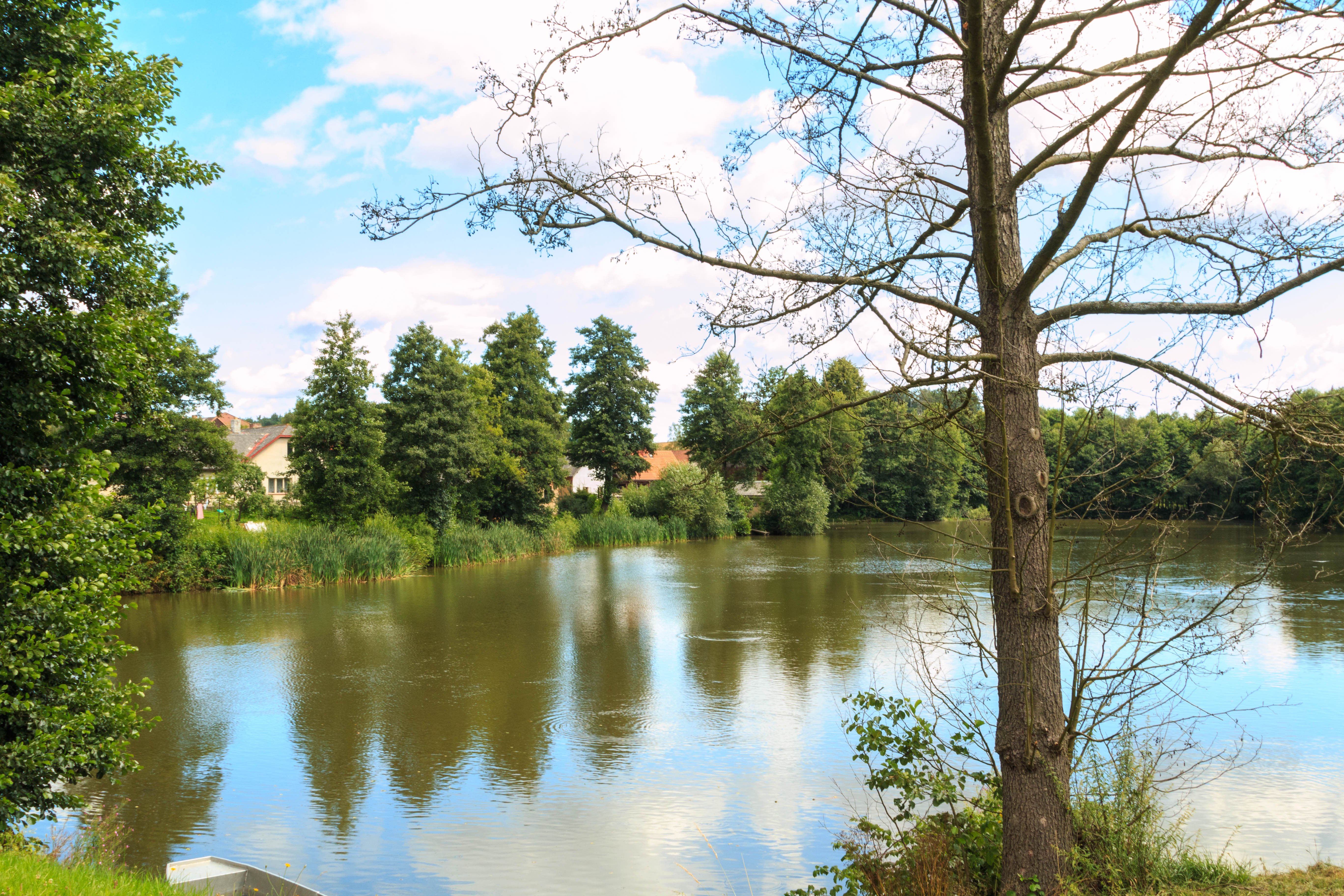
Rozňák - rybník
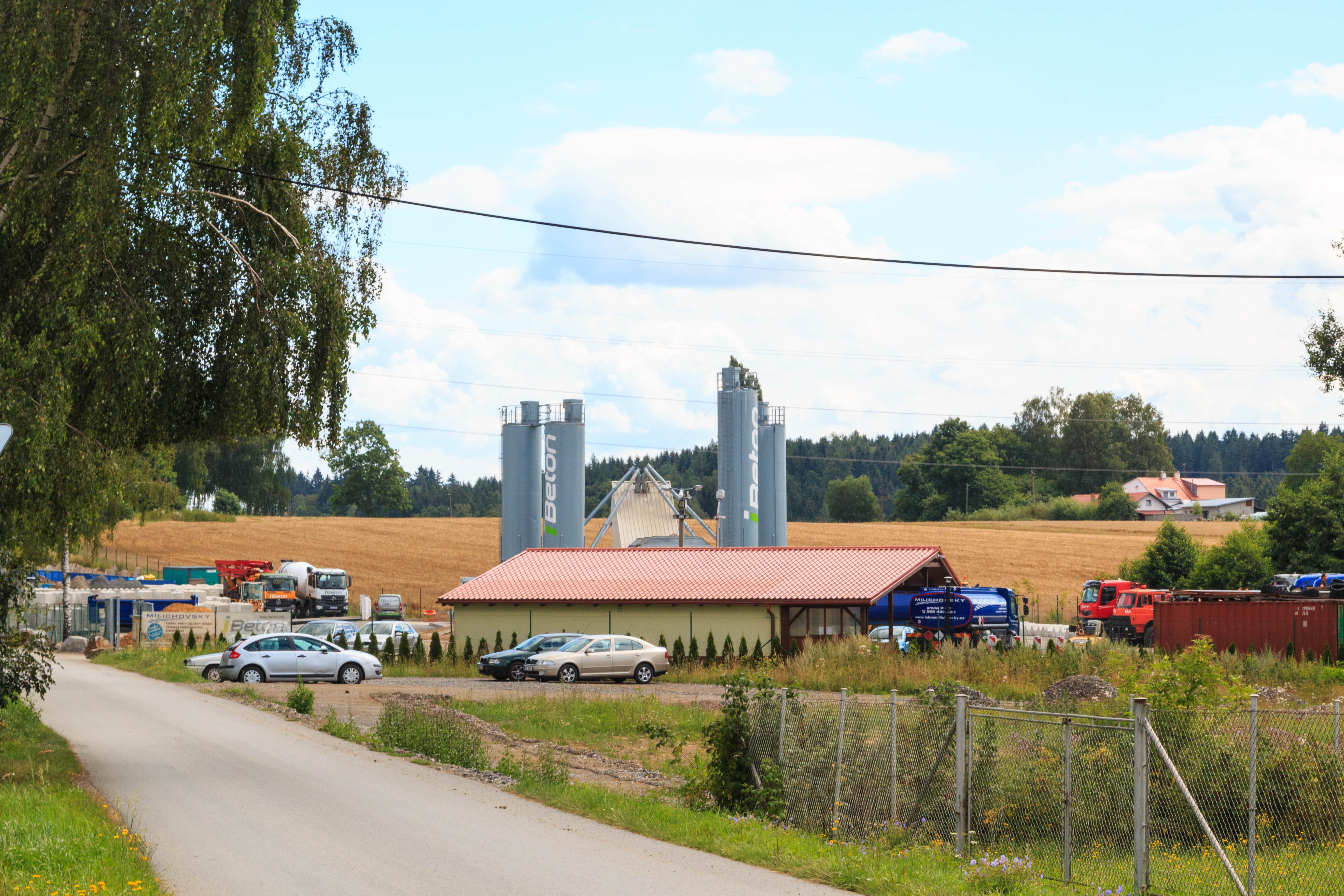
Rozňák - betonárka
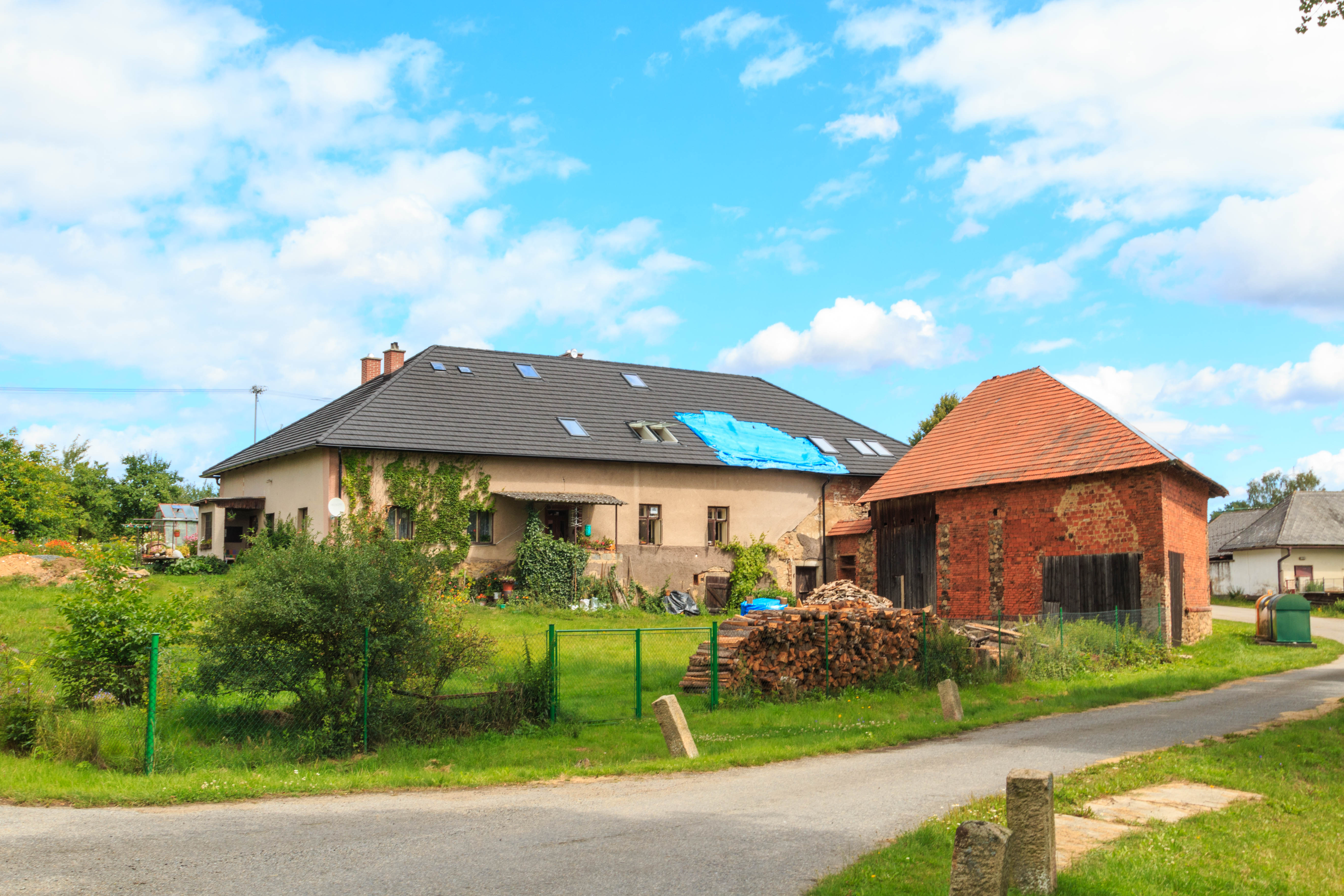
Rozňák - čp. 159